# Яннопулос, Майло
Майло Яннопулос (англ. Milo Yiannopoulos, имя при рождении — Майло Ханрахан, англ. Milo Hanrahan; род. 18 октября 1984), также известный под псевдонимом Майло Андреас Вагнер (англ. Milo Andreas Wagner) — британский полемист, политический комментатор, оратор и писатель, проживающий в США. Бывший главный редактор ультраправого издания Breitbart News, характеризует себя как «культурного либертарианца». Является критиком ислама, атеизма, феминизма, политической корректности и других концепций.
Согласно опубликованному в октябре 2017 года расследованию издания Buzzfeed News, многое в работе Яннопулоса на Breitbart, которая привлекла общенациональное внимание к нему, было вдохновлено идеями неонацистов, и белых националистов и белых супремасистов среди альтернативных правых. Опубликованная журналистами электронная переписка показала, что Яннопулос неоднократно заимствовал отзывы и идеи для историй у неонацистов во время своей работы на Breitbart. Переписка также показала, что его книга Dangerous и многие из статей на Breitbart были написаны от его лица коллегой.

## Биография
Яннопулос родился и вырос в небольшом городе в графстве Кент на юге Англии. Мать — немецкая еврейка (со слов самого Майло), отец — грек по отцу и ирландец по матери. По вероисповеданию Майло является католиком.
После исключения из средней школы для мальчиков имени Саймона Лэнгтона, он учился в Манчестерском университете и колледже Вулфсона в Кембридже, но не окончил обучение ни в одном из этих учебных заведений. Работу в журналистике начал со статей про технологии в The Daily Telegraph, а затем перешёл в онлайн-журнал The Kernel, посвящённый опять же технологиям. Стал одним из первых журналистов, освещавших «Геймергейт». В 2015 году начал работать на Breitbart, привлекая внимание своей позицией, а также ассоциацией компании с альтернативными правыми. Позже переехал в США, где стал рьяным сторонником президентской кампании Дональда Трампа. В июле 2016 года был навсегда заблокирован в Twitter, согласно компании — за «подстрекательство или участие в направленном преследовании или травле» афроамериканской актрисы Лесли Джонс, которая по утверждению представителей «Твиттера» произошла из-за Яннопулоса.
Яннопулос — резидент США, но не имеет американского гражданства. Открытый гей. В сентябре 2017 года на Гавайях вышел замуж за своего парня-афроамериканца, личность которого пара предпочитает не раскрывать. Однако, в 2021 года назвал себя экс-геем и выступил с лекцией «Прогони (из себя) гея молитвой» (англ. Pray the gay away). Тогда же сообщил журналистам, что его муж «был понижен в должности до соседа по дому».
В 2022 году Яннопулос некоторое время работал с рэпером Канье Уэстом над его президентской предвыборной кампанией 2024 года.

## Скандалы

### Протесты против выступления Яннопулоса в Беркли
В 2016—2017 годах Майло проводил тур по высшим учебным заведениям США. Во время своих выступлений он поднимал темы, касающиеся цензуры и политкорректности, свободы слова в современном обществе, критиковал постулаты феминизма и ислама. В Калифорнийском университете в Беркли во время лекции Майло произошло противостояние между его сторонниками и протестующими. Протестующие, пытаясь сорвать выступление Майло, атаковали полицию, построили баррикады и устроили пожар в студенческом кампусе. В результате, в университете объявили чрезвычайное положение. а Майло и его сторонники были вынуждены эвакуироваться. Республиканский клуб университета, который выступал спонсором мероприятия, заявил: «Свобода слова мертва». После этого случая встречи Майло со студентами в других учебных заведениях были отменены «по соображениям безопасности».

### Обвинения в поддержке педофилии
Неоднократно обвинялся в защите или поддержке педофилии, что сам он категорически отрицал. Обвинение было основано на видеоклипе, в котором он заявлял, что сексуальные отношения между 13-летними мальчиками и взрослыми мужчинами и женщинами по взаимному согласию могут быть позитивным опытом для мальчиков. После обнародования клипа Яннопулос был уволен со своего поста в Breitbart, а издательство Simon & Schuster разорвало контракт на публикацию его автобиографии. Яннопулос отрицает, что является сторонником педофилии, и утверждает, что его заявление было лишь способом справиться с травмой, полученной в результате насилия в детстве, совершённого неназванными взрослыми мужчинами.

### Скандалы и блокировки в «Твиттере»
В декабре 2015 года «Твиттер» временно заблокировал учётную запись Яннопулоса после того, как он сменил свой статус в «Твиттере» на фазу: «редактор социальной справедливости на «BuzzFeed»». Подтверждённый статус его учётной записи также был убран сайтом в следующем месяце. Представители «Твиттера» отказались комментировать причины своего решения. Журналисты некоторых СМИ предположили, что Яннопулос нарушил правила сайта насчёт травли других пользователей, написав другому пользователю, что он «заслуживает травли».
После этого консервативные комментаторы выразили мнение, что «Твиттер» преследует консерваторов.
В июне 2016 года учётная запись Яннопулоса в «Твиттере» была временно заблокирована за критический твит об исламе после массового убийства в Орландо, террористической атаки на гей-бар.
В июле 2016 года Яннопулос назвал фильм «Охотники за привидениями» 2016 года произведением, «который поможет одиноким женщинам среднего возраста лучше пережить своё одиночество». После выпуска фильма интернет-тролли начали писать расистские и ксенофобные комментарии в адрес темнокожей актрисы Лесли Джонс. Яннопулос написал три публичных твита о Джонс, заявив буквально следующее: «„Охотники за привидениями“ так плохо окупаются, что они попросили [Лесли Джонс] разыгрывать из себя жертву в Твиттере», — после чего описал её ответ, как «едва грамотный» и назвал её «чёрным парнем». Многие СМИ описали твиты Яннопулоса как подстрекающие к травле Джонс. Яннопулос был затем навсегда заблокирован Твиттером за «подстрекательство или участие в преследовании или травле других пользователей».
Яннопулос утверждал, что был заблокирован из-за своих консервативных убеждений. В интервью с CNBC он осудил оскорбительные твиты в адрес Джонс и отверг свою ответственность за них. После блокировки Яннопулоса хештег #FreeMilo (с англ. — «Свободу Майло») был выведен в тренды Твиттера оппонентами решения. В интервью консервативному изданию TheBlaze на Республиканской национальной конвенции 2016 года Яннопулос поблагодарил Твиттер за блокировку, утверждая, что она «повысила его популярность».

### Просочившаяся в прессу переписка «Breitbart»
В начале октября 2017 года издание «Buzzfeed News» опубликовало электронную переписку Майло Яннополуса периода его работы в «Breitbart». Согласно отчёту, Яннопулос и его «литературный негр» Аллум Бохари часто обращались за идеями для историй и комментариями к людям, связанным с альтернативными правыми и неонацистами. Среди людей, к которым обращался Яннопулос, были Кёртис Ярвин, главный деятель неореакционного движения, Девин Сосир, редактор онлайн-журнала сторонников превосходства белых «American Renaissance», Эндрю Ауэрнхаймер, администратор неонацистского сайта «The Daily Stormer» и политический комментатор Baked Alaska, известный своими антисемитскими и пронацистскими твитами.
Яннопулос также контактировал с рядом лиц из медиа и шоу-бизнеса и получал от них предложения и тексты. Так, Митчелл Сандерленд из Vice News послал Яннопулосу ссылку на статью Линди Уэст с просьбой «Please mock this fat feminist» (с англ. — «Пожалуйста, займись высмеиванием этой толстой феминистки»). Отчёт также включал видео Яннопулоса, поющего «America the Beautiful» в караоке-баре, где толпа неонацистов и белых шовинистов, включая Сосира и Ричарда Спенсера, салютовала ему нацистскими приветствиями «Зиг хайль!».
Впоследствии Яннопулос утверждал, что не видел нацистских приветствий во время пения по причине своей якобы «невероятной близорукости». По словам работавшей во время инцидента барменши, Яннопулос, Спенсер и сопровождавшие их лица пришли в бар и попросили спеть караоке, несмотря на то, что часы работы караоке в баре уже закончились. Когда барменша увидела нацистские приветствия, она прошла на сцену и попросила Яннопулоса и его друзей покинуть бар, после чего они окружили её и начали скандировать «Трамп! Трамп! Трамп!» и «Сделаем Америку снова великой!». Согласно её показаниям, именно Яннопулос подначивал их на это. Группа покинула бар после того, как барменшу поддержали её коллеги.
В отчёте также утверждалось, что Яннопулос имел привычку использовать личные пароли с антисемитскими коннотациями, такими как «Kristall», отсылка к Хрустальной ночи (нем. Kristallnacht), нацистскому погрому 1938 года, и «longknives1290» (с англ. — «длинныеножи1290») — отсылка к Ночи длинных ножей (ещё одному акту насилия нацистов) и 1290 году, когда был подписан Эдикт об изгнании, которым Эдуард I изгнал из Англии всех евреев.
В 2018 году Яннопулос сообщил в «Instagram» и «Facebook», что перевёл 14,88 долларов Талии Лавин, журналистке-еврейке. В среде неонацистов 14/88 — кодовый лозунг, части которого отсылают к «14 словам» («Мы должны защитить само существование нашего народа и будущее для белых детей») и нацистскому приветствию. Впоследствии платёжная система «PayPal» и принадлежащая ей компания «Venmo» заблокировали аккаунты Яннопулоса.

## Политические взгляды
Сам Майло характеризует себя как «консерватора», который возглавляет движение, которое он сам называет «культурным либертарианством», и «защищает свободу слова» от «эгалитарных хулиганов».